# جوردن غيبونز
جوردن غيبونز (بالإنجليزية: Jordan Gibbons)‏ (18 نوفمبر 1993 في المملكة المتحدة - ) هو لاعب كرة قدم بريطاني في مركز الوسط. لعب مع كوينز بارك رينجرز ونادي إنفرنيس ويوفل تاون.

## وصلات خارجية
- جوردن غيبونز على موقع قاعدة بيانات كرة القدم.إي يو (الإنجليزية)
- جوردن غيبونز على موقع Soccerway.com (الإنجليزية)